# Malvasia di Casorzo d'Asti spumante
Le Malvasia di Casorzo d'Asti spumante est un vin effervescent rouge italien de la région Piémont doté d'une appellation DOC depuis le 21 aout 1968. Seuls ont droit à la DOC les vins rouges récoltés à l'intérieur de l'aire de production définie par le décret. 

## Aire de production
Les vignobles autorisés se situent dans les communes de Casorzo et Grana en province d'Asti ainsi que Vignale Monferrato, Altavilla Monferrato, Ottiglio, Grazzano Badoglio et Olivola en province d'Alexandrie.
Vieillissement minimum légal: non prescrit.

## Caractéristiques organoleptiques
- couleur : de rouge rubis à cerise
- odeur: caractéristique et délicat
- saveur: doux, légèrement aromatique, souple caractéristique

Le Malvasia di Casorzo d'Asti spumante se déguste à une température de 5 – 7 °C et il se boit jeune.

## Production
Province, saison, volume en hectolitres :
- pas de données disponible